# Kika Markham
Erika S. L. Markham, detta Kika (Prestbury, 1940), è un'attrice britannica.

## Biografia
Figlia dell'attore David Markham e di Olive Dehn.
Ha lavorato a lungo nel cinema, in televisione e in teatro.
Attrice di formazione classica, dopo aver acquisito la notorietà grazie ad alcuni film per la televisione inglese, tra cui un Romeo and Juliet in cui interpretava la parte della protagonista, è stata scelta da François Truffaut quale coprotagonista femminile di Le due inglesi, in quello che resta il suo ruolo più importante sul grande schermo.
È stata sposata fino alla morte di quest'ultimo con l'attore Corin Redgrave, dal quale ha avuto due figli. Ha tre sorelle: l'attrice Petra Markham, la poetessa e drammaturga Jehane Markham, moglie dell'attore Roger Lloyd Pack e Sonia Markham.

## Filmografia parziale

### Cinema
- Le due inglesi (Les Deux Anglaises et le Continent), regia di François Truffaut (1971)
- Noroît, regia di Jacques Rivette (1976)
- Atmosfera zero (Outland), regia di Peter Hyams (1981)
- Wonderland, regia di Michael Winterbottom (1999)
- Esther Kahn, regia di Arnaud Desplechin (2000)
- Killing Me Softly - Uccidimi dolcemente (Killing Me Softly), regia di Kaige Chen (2002)
- Franklyn, regia di Gerald McMorrow (2008)

### Televisione
- Poirot (Agatha Christie's Poirot) – serie TV, episodio 3x07 (1991)
- L'ispettore Barnaby (Midsomer Murders) – serie TV, episodio 13x03 (2010)